# Josef Tajchl
 Josef Tajchl (24. března 1935, Komorovice – 27. března 2014) byl český římskokatolický kněz působící v královéhradecké diecézi a kaplan Jeho Svatosti.

## Životopis
Roku 1953 odmaturoval na reálném gymnáziu v Humpolci a v letech 1958 až 1963 vystudoval Cyrilometodějskou bohosloveckou fakultu v Litoměřicích. Zde také 23. června 1963 přijal kněžské svěcení. Poté působil jako kněz v Dobřenicích a od roku 1972 v Letohradě. V roce 1977 mu byl kvůli jeho aktivitám s mládeží odebrán státní souhlas k výkonu duchovenské činnosti. Do duchovní správy se vrátil v roce 1980, kdy nastoupil jako farní vikář v Náchodě. Později se stal administrátorem v Bykáni a od roku 1990 vedl farnost v Náchodě (od roku 1997 jako děkan). Roku 1997 byl ustanoven farářem v Josefově a v lednu 2001 jej papež Jan Pavel II. jmenoval kaplanem Jeho Svatosti. V roce 2002 odešel Josef Tajchl na trvalý odpočinek, ale roku 2005 se stal farním vikářem v Kutné Hoře, a později také spirituálem trvalých jáhnů královéhradecké diecéze. V Kutné Hoře působil až do svého úmrtí.